# Лейля Лидия Туутлу
Лейла Лидия Тугутлу (на турски: Leyla Lydia Tuğutlu) е турска актриса, модел и носител на титлата в конкурса за красота, която е коронована за Мис Турция 2008. Тя представлява Турция на конкурса „Мис Свят 2008“.

## Биография
Лейла Лидия Тугутлу е родена на 29 октомври 1989 г. в Берлин. Тя е дъщеря на баща турчин и майка на германка. След началното училище тя взема уроци по пиано и цигулка в консерваторията в Турция. През този период тя работи в агенция за модели. Тугутлу завършва анадолската гимназия и напуска консерваторията за моделиране. По същото време тя учи немски език и литература в Истанбулския университет. Владее турски, английски и немски. Тя изигра най-малката сестра на Кенан Имирзалъолу (Махир Кара) в поредицата Справедливостта на Кара.

### Конкурси за красота
Лейла Лидия Тугутлу печели титлата Мис Турция 2008. През декември 2008 г. тя присъства на състезанието Мис Свят, което се провежда в Йоханесбург, Южна Африка, където тя представлява Турция. Печели титлата Най-обещаващ в конкурса за най-добър модел на Турция през 2005 г. Участва в „Miss Tourism Queen International“ в Китай през 2006 г. и печели международни пожелания за принцеса. През 2007 г. печели телевизионния моден Оскар като „Най-обещаващият модел“.

## Филмография
| Телевизия   | Телевизия               | Телевизия   | Телевизия       |
| Година      | Серия                   | Роля        | Бележка (и)     |
| ----------- | ----------------------- | ----------- | --------------- |
| 2008 – 2009 | ES-ES                   | Ирем        | Главна роля     |
| 2010 – 2011 | Kirli Beyaz             | Мелис       | Поддържаща роля |
| 2012 – 2015 | Справедливостта на Кара | Сонгюл Кара | Поддържаща роля |
| 2015 – 2016 | Любов под наем          | Из          | Поддържаща роля |
| 2016        | Сладко отмъщение        | Пелин       | Главна роля     |
| 2017        | Сърцето на града        | Дерин       | Главна роля     |
| 2018 – 2019 | Дъщеря ми               | Джандан     | Главна роля     |
| 2020 – 2021 | Великото пробуждане     | Елчин Хатун | Главна роля     |
| Кино        |                         |             |                 |
| Година      | Филм                    | Роля        | Забележка       |
| 2013        | Günce                   | Аслъ        | Поддържаща роля |
| 2014        | İçimdeki Ses            | Айшъл       | Главна роля     |
| 2015        | Див мед                 | Фюсун       | Главна роля     |
| 2018        | Непознат в джоба ми     | Туба        | Главна роля     |

|  | Тази страница частично или изцяло представлява превод на страницата Leyla Lydia Tuğutlu в Уикипедия на английски. Оригиналният текст, както и този превод, са защитени от Лиценза „Криейтив Комънс – Признание – Споделяне на споделеното“, а за съдържание, създадено преди юни 2009 година – от Лиценза за свободна документация на ГНУ. Прегледайте историята на редакциите на оригиналната страница, както и на преводната страница, за да видите списъка на съавторите. ВАЖНО: Този шаблон се отнася единствено до авторските права върху съдържанието на статията. Добавянето му не отменя изискването да се посочват конкретни източници на твърденията, които да бъдат благонадеждни. |